# Leonardo Gori
Leonardo Gori (Firenze, 1º gennaio 1957) è uno scrittore italiano, autore di libri gialli.

## Biografia
Farmacista, per molti anni si è interessato al fumetto e al disegno animato sia come studioso che come collezionista.
Nel 2000 ha esordito nel giallo con il romanzo Nero di maggio, in cui compare la figura del capitano dei carabinieri Bruno Arcieri, militare e investigatore, che tornerà in molti suoi romanzi.
Il romanzo L'angelo del fango, pubblicato nel 2005 ha vinto successivamente due prestigiosi premi letterari italiani: il Premio Scerbanenco e il Premio Fedeli.

## Il personaggio di Arcieri
A proposito della figura del capitano Bruno Arcieri, lo stesso Leonardo Gori durante un'intervista dichiara: "Possiamo dire che ci sono due Arcieri. Il primo, quello giovanile, che pur muovendosi negli anni del fascismo, almeno all’inizio non è né fascista né antifascista e matura le sue convinzioni romanzo dopo romanzo. E che deve fare i conti con il regime anche per alcune sue vicende personali, visto che è fidanzato con Elena Contini, una ragazza fiorentina ebrea. Poi c’è l’Arcieri maturo, che è ormai in pensione, e che nel frattempo è diventato un dichiarato antifascista".

## Opere

### Le avventure di Bruno Arcieri
1. Nero di maggio (Firenze, 1938), Hobby & Work, 2000; ed. riveduta Tea, 2018
Farfalle di maggio, racconto (Firenze, 1938), Edizioni Clichy, 2016; poi in "Nero di maggio", Tea, 2018
2. La finale (Parigi, 1938), Hobby & Work, 2003; ed. riveduta Tea, 2021
3. La nave dei vinti (Genova, 1939), Tea, 2019
4. Il ragazzo inglese (Firenze, 1940), Tea, 2020
5. Lo specchio nero (Firenze, 1940), con Franco Cardini, Hobby & Work, 2004
6. La libraia di Stalino (fronte russo, 1941), Tea, 2023
7. La lunga notte (Roma, 1943), Tea, 2021
8. Il fiore d'oro (Venezia, 1944), con Franco Cardini, Hobby & Work, 2006
9. Il passaggio (Firenze, 1944), Hobby & Work, 2002; ed. riveduta Tea, 2019
10. Il vento di giugno (Roma, 1946), Tea, 2025
11. L'angelo del fango (Firenze, 1966), Rizzoli, 2005; ed. riveduta Tea, 2015
12. Musica nera (Versilia, 1967), Hobby & Work, 2008; ed. riveduta Tea, 2017 
 apparizione in Fantasmi del passato di Marco Vichi
13. Il ritorno del colonnello Arcieri (Parigi, 1968), Tea, 2015
14. Non è tempo di morire (Milano, 1969), Tea, 2016
15. L'ultima scelta (Roma, 1970), Tea , 2018
16. Quella vecchia storia (Firenze, 1970), Tea, 2022

### Le avventure di Laura Novembre
1. Borgo Ottomila , Guanda, 2024.

### Altri romanzi
- I delitti del mondo nuovo, Hobby & Work, 2002
- Le ossa di Dio, Rizzoli, 2007
- La città del sole nero, Rizzoli, 2008
- Bloody Mary, con Marco Vichi, Edizioni Ambiente, 2008; Einaudi, 2010
- Il lungo inganno, con Divier Nelli, Hobby & Work, 2009
- La città d'oro, Giunti, 2013

### Racconti
- Alessandra in AA.VV., La vita addosso, Fernandel, 2006
- Danza macabra, Felici, 2012
- Un angelo, in Selva oscura, con Lorenzo Chiodi, Emiliano Gucci e Marco Vichi, Tea, 2014
- Mi chiamo Morte, in Tris, con Luigi Gualdo e Francesco Botti, Giorgi Libri, 2016
- Farfalle di maggio, Leonardo, 2016

### Saggi
- Romano Scarpa, un cartoonist italiano tra animazione e fumetti, con Luca Boschi e Andrea Sani, Alessandro Distribuzioni, 1988
- I Disney Italiani, con Luca Boschi e Andrea Sani, Granata Press, 1990
- Jacovitti, con Luca Boschi e Andrea Sani, Granata Press, 1992
- Don Rosa e il rinascimento disneyano, con Alberto Becattini e Francesco Stajano, Comic Art, 1997
- Il grande Floyd Gottfredson, con Francesco Stajano, Comic Art, 1998
- Tex, un eroe per amico, con Gianni Bono, Federico Motta Editore, 1998
- Romano Scarpa: Sognando la Calidornia, con Alberto Becattini, Luca Boschi e Andrea Sani, Vittorio Pavesi Productions, 2001
- Eccetto Topolino, con Fabio Gadducci, Sergio Lama, Edizioni NPE, 2011
- I Disney Italiani, con Alberto Becattini, Luca Boschi e Andrea Sani, Edizioni NPE, 2012

## Riconoscimenti
- Nel 2005 vince il Premio Scerbanenco con L'angelo del fango
- Nel 2006 vince il Premio Fedeli con L'angelo del fango